# Federica Pellegrini
Federica Pellegrini (Mirano, 5 agosto 1988) è un personaggio televisivo ed ex nuotatrice italiana, specialista dello stile libero di cui è la primatista europea nei 200 e nei 400 m. Soprannominata La Divina, è considerata la più grande nuotatrice italiana della storia nonché una delle più capaci e longeve in assoluto nel suo ambito.
Ha preso parte a cinque rassegne olimpiche: la prima nel 2004 quando, solo sedicenne, conquistò la medaglia d'argento nei 200 metri stile libero divenendo all'epoca la più giovane atleta italiana a salire su un podio olimpico individuale. Quattro anni dopo, ai Giochi di Pechino, vinse in quella stessa gara la medaglia d'oro regalando all'Italia il primo successo olimpico femminile nella storia del nuoto. Alle Olimpiadi di Tokyo 2020 diventa la prima nuotatrice della storia a partecipare a cinque diverse finali olimpiche di una stessa specialità. Ai mondiali di Melbourne 2007 infranse il primo degli undici record del mondo da lei stabiliti in carriera. Fu campionessa iridata dei 200 m e 400 m stile libero sia nel 2009 sia nel 2011, diventando la prima nuotatrice capace di vincere consecutivamente il titolo in entrambe le distanze in due diverse edizioni della manifestazione. Ai campionati del mondo è anche l'atleta più vincente in una stessa gara grazie ai quattro ori, tre argenti e un bronzo conquistati in otto diverse edizioni: dalla rassegna di Montréal 2005 a quella di Gwangju 2019, infatti, è sempre salita sul podio nei 200 m stile libero.
La rivista Swimming World Magazine la elesse "Nuotatrice dell'anno" nel 2009 e "Nuotatrice europea dell'anno" nel 2009, 2010 e 2011. Per i successi ottenuti ai Giochi Olimpici nel 2004 e nel 2008 venne insignita dei titoli di Ufficiale e successivamente di Commendatore dell'Ordine al merito della Repubblica italiana. Nel 2021 è nominata Grande Ufficiale del medesimo Ordine.
È nota anche per la partecipazione ad alcune trasmissioni televisive di intrattenimento tra cui Italia's Got Talent, Pechino Express, Ballando con le stelle e Gialappa's Show.

## Biografia

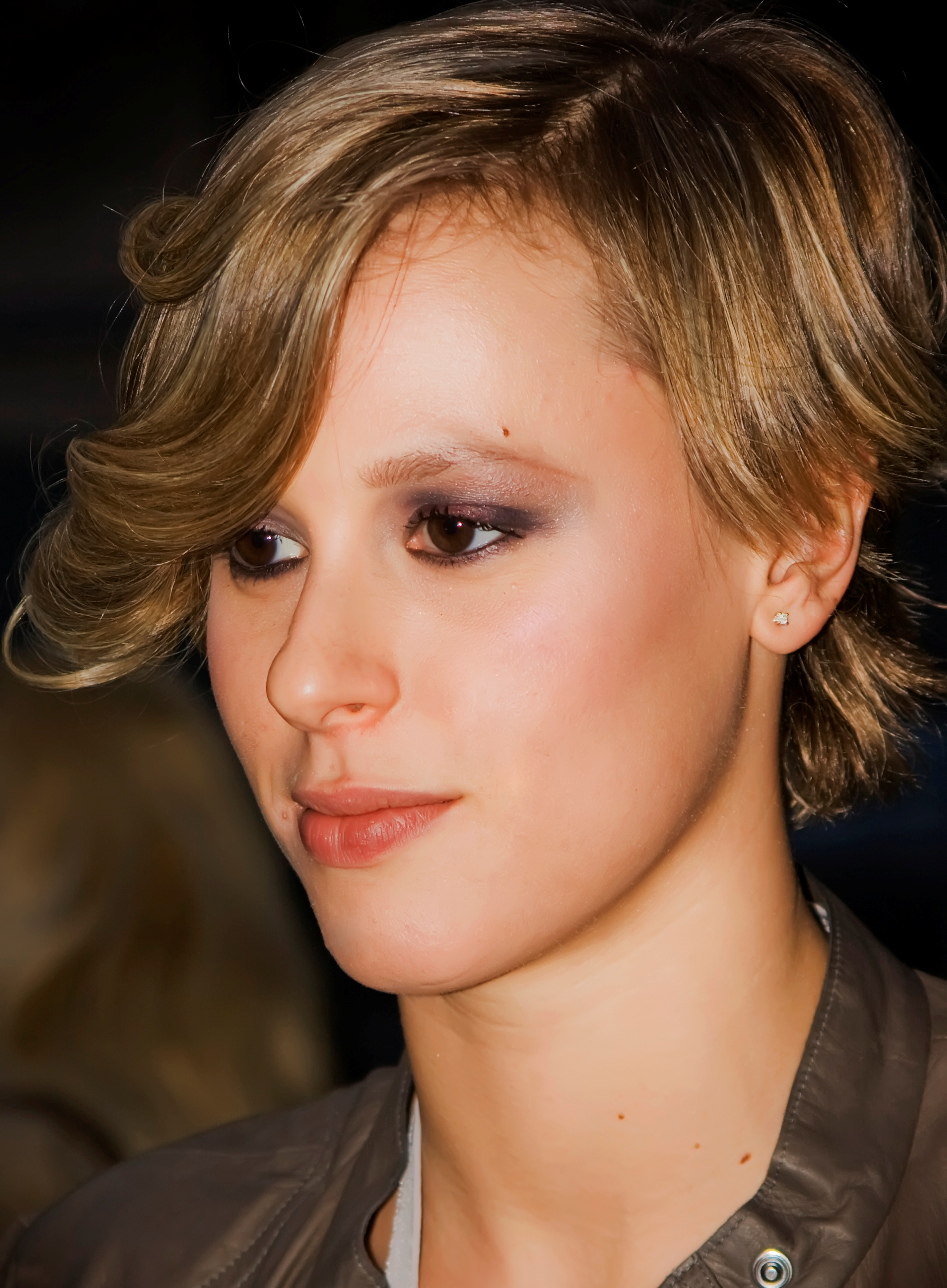
Pellegrini nel 2009

È nata il 5 agosto 1988 a Mirano e ha trascorso la giovinezza a Spinea. La madre Cinzia Lionello, veneziana, è sempre stata appassionata di nuoto, mentre il padre Roberto lavorava presso un grande albergo come barman; suo nonno materno era il campione italiano di lotta greco-romana Gastone Lionello. Fu la madre ad avviarla al nuoto, nel 1995, quando, al termine dei corsi di acquaticità per bambini, la iscrisse ai primi corsi avanzati nella piscina della società Serenissima, situata alla Gazzera. Ha un fratello minore, Alessandro, nato nel 1990.
Già all'età di 6 anni disputò con successo le prime gare e si affidò alla guida tecnica di Massimiliano Di Mito, che la seguì sino al 2006. Nel 2002, a soli 14 anni di età, partecipò per la prima volta ai campionati italiani assoluti, dove vinse una medaglia di bronzo. Esordì in nazionale maggiore nel 2004.
Nel 2007 passò sotto la guida dell'allora commissario tecnico della nazionale Alberto Castagnetti, e si trasferì al centro federale di Verona. I due collaborarono sino alla morte di quest'ultimo, avvenuta il 12 ottobre del 2009. Da quel momento si susseguirono cinque cambiamenti tecnici, che videro avvicendarsi, nell'ordine, Stefano Morini, Philippe Lucas, Claudio Rossetto, di nuovo Philippe Lucas, e infine Matteo Giunta.
È stata fidanzata tra il 2008 e il 2011 con Luca Marin, e dal 2011 al 2017 con Filippo Magnini, entrambi nuotatori; con Magnini ha vissuto nella città di Verona, anche sede dei suoi allenamenti. È legata sentimentalmente dal 2019 al suo allenatore Matteo Giunta, con il quale si è sposata il 27 agosto 2022 a Venezia; la coppia ha una figlia nata nel 2024.
Partecipa alla diciannovesima edizione di Ballando con le stelle classificandosi seconda.

## Carriera

### 2001-2003: gli esordi
Nel 2002 Federica si mise in luce a livello nazionale agli italiani di Gubbio, quando per la prima volta salì sul podio con un terzo posto nei 200 m stile libero in 2'03"82 alle spalle di Cecilia Vianini e Sara Goffi. L'anno dopo si affermò come stileliberista italiana emergente per gli ottimi risultati conseguiti ai Nazionali primaverili in cui andò a medaglia in tutte le distanze affrontate (1º posto nei 50, 3º nei 100 e 2º nei 200 m). I piazzamenti conseguiti le valsero la prima convocazione in nazionale assoluta come staffettista. Diede il proprio contributo alla 4x100 stile libero ai mondiali di Barcellona, nuotando nelle fasi eliminatorie in 55"60. In stagione fece esperienza anche con la nazionale giovanile agli europei di Glasgow vincendo l'argento nei 100 stile libero in 56"24 e nella 4x100 mista. Alla fine dell'anno ancora riscontri positivi agli invernali in vasca corta: seconda nei 50 stile libero dietro a Cristina Chiuso in 25"10 e prima sia nei 100 m sia nei 200 con i nuovi primati italiani di 53"89 e 1'56"74.

### Atene 2004, la prima partecipazione ai Giochi Olimpici
Nel 2004 Pellegrini si affermò come la più forte stileliberista nazionale, vincendo quindici titoli italiani tra gare individuali e staffette. Nell'edizione primaverile ed estiva dei Campionati italiani gareggiò in tutte le distanze del crawl, dai 50 ai 400 m, migliorandone i primati. Abbassò il limite nei 200 m a 1'58"59, dal precedente 1'59"23, confermando la crescita e la possibile competitività a livello internazionale. Per questo motivo la Federazione la convocò ai Giochi Olimpici di Atene.
Esordì nella piscina della capitale greca per la sua prima esperienza a cinque cerchi: archiviati i 100 stile, nei quali non andò oltre le semifinali, nuotò i 200 m. Di questi ultimi vinse la semifinale con il miglior crono di ingresso e nuovo primato nazionale di 1'58"02. In finale non riuscì a ripetere il tempo e si classificò seconda in 1'58"22. A causa della sua inesperienza, infatti, non vide il recupero operato nella corsia laterale dalla romena Camelia Potec, e sfumò così l'oro per soli 19 centesimi. Tuttavia il successo rappresentò la sua piena affermazione, il ritorno di una nuotatrice italiana sul podio dopo 32 anni dall'exploit di Novella Calligaris e, a soli 16 anni e 12 giorni, fece di Federica la più giovane atleta italiana a salire su un podio olimpico individuale.
Per i risultati conseguiti venne insignita dell'onorificenza di Ufficiale per iniziativa del Presidente della Repubblica Italiana.

### Campionati mondiali di Montréal 2005
Nelle tre edizioni dei Campionati italiani svoltesi quell'anno, Federica conquistò dodici titoli nazionali ottenendo le vittorie più significative ai primaverili quando si confermò nei 100, 200 e 400 m stile libero. Nella distanza intermedia registrò il miglior tempo mondiale stagionale e nuovo record italiano della distanza in 1'57"92. Anche nelle otto vasche migliorò il primato nazionale in 4'10"38, strappandolo a Tanya Vannini che lo aveva stabilito nel lontano 1987. I progressi la presentarono ai mondiali di Montréal come la favorita al titolo nei 200 stile libero, ma in finale non riuscì a ripetere il proprio migliore che fu peggiorato di quasi un secondo, relegandola alla seconda piazza in 1'58"73 a soli 13 centesimi dall'oro di Solenne Figuès.
In novembre gareggiò ai campionati italiani in vasca corta di Trieste dove stabilì il nuovo primato italiano negli amati 200 stile in 1'56"15, qualificandosi così per gli europei che si sarebbero tenuti poco dopo nella stessa città. Proprio durante la rassegna continentale vinse la sua prima medaglia d'oro internazionale nei 200 m stile a pari merito con la svedese Josefin Lillhage in 1'55"54 e andò a medaglia anche nei 400, terza in 4'02"81.

### 2006: i problemi fisici, il primo cambio tecnico e i miglioramenti in vasca corta
La stagione internazionale iniziò con i mondiali in corta di Shanghai, dove Federica pur non riuscendo a conquistare alcuna medaglia d'oro, migliorò il suo personale nei 200 m conquistando la medaglia d'argento e un'altra medaglia di bronzo nei 400 m.
Il 2006 in vasca lunga tuttavia fu un anno privo di successi internazionali in cui Pellegrini lamentò dei problemi fisici e acconsentì a un cambio tecnico. Agli europei di Budapest, infatti, non partecipò ai 100 m stile libero e si ritirò nei 200 m poiché consapevole del proprio stato di forma precario causato da un problema alla spalla.
Poco dopo seguì il cambio d'allenatore che la portò da Massimiliano Di Mito ad Alberto Castagnetti sotto la cui guida Pellegrini ottenne un netto miglioramento dei tempi in vasca corta. Nei 400 m migliorò di circa 4 secondi il suo precedente personale agli europei di Helsinki dove conquistò la medaglia d'argento e i primati italiani nelle staffette, ma anche un deludente quinto posto nella finale dei 200 m.

### 2007: il primo record del mondo ai Campionati mondiali di Melbourne
In vasca lunga Federica si riscattò l'anno seguente in marzo ai mondiali di Melbourne in cui disputò sia i 200 sia i 400 m. Nelle otto vasche migliorò il primato nazionale, concludendo la finale con un 5º posto in 4'05"79. Due giorni più tardi, invece, stabilì a sorpresa il suo primo record mondiale nella semifinale dei 200 m, 1'56"47, migliore del precedente di Franziska van Almsick risalente al 2002. Solo 24 ore più tardi, però, la rivale Laure Manaudou lo ritoccò nella finale in cui Federica arrivò 3ª in 1'56"97.
Per quel che riguarda la stagione in vasca corta invece, che si concluse con la rassegna europea di Debrecen, Federica conquistò gli stessi identici risultati dell'europeo in corta della stagione precedente ottenendo un argento nei 400 m ed un nuovo deludente quinto posto nei 200 m.

#### Universiadi di Bangkok 2007
Dal 9 al 14 agosto prese parte alle Universiadi di Bangkok durante le quali vinse due medaglie d'oro e la sua prima doppietta 200 – 400 m stile libero a livello internazionale. Nei 200 m vinse l'oro in 1'57"67 davanti alla slovena Sara Isaković, mentre nei 400 m conquistò il gradino più alto del podio in 4'06"11 davanti alla francese Coralie Balmy. Vinse, per la prima volta, anche una medaglia internazionale negli 800 m, vincendo l'argento in 8'34"97 dietro la svizzera Flavia Rigamonti. La quarta medaglia arrivò nella staffetta dalla 4x200 m, la quale arrivò al terzo posto in 8'01"11 e alla quale contribuì con una frazione da 1'57"32.

### Campionati europei di Eindhoven 2008
In quell'anno la consueta rassegna continentale in vasca lunga venne anticipata a marzo per consentire agli atleti di riposarsi in vista dei Giochi Olimpici estivi. Federica si presentò ai blocchi di partenza per due gare individuali, i 200 e 400 m stile libero. Nella prima distanza venne squalificata in semifinale per decisione del giudice spagnolo Alfonso Wucherfanning (presente anche nel caso di Loris Facci) che riscontrò una presunta partenza anticipata. Vani furono i ricorsi della delegazione italiana, che rivendicava invece una partenza regolare con un tempo di reazione di 0"70 provato anche dall'Omega cronometrista ufficiale dei campionati. Federica dichiarò il proprio disappunto soprattutto per via del mancato riesame da parte del giudice. Due giorni più tardi fece suoi i 400 m vinti con il primo primato del mondo in 4'01"53, un tempo di 0"90 inferiore al record realizzato da Laure Manaudou in 4'02"13. Con tre medaglie conquistate, tra le quali un bronzo nella 4x200 e un argento nella 4x100 stile libero, entrambe le volte con il nuovo primato nazionale, concluse la propria esperienza e si presentò alle Olimpiadi come la favorita per l'oro olimpico.

### Olimpiadi di Pechino 2008

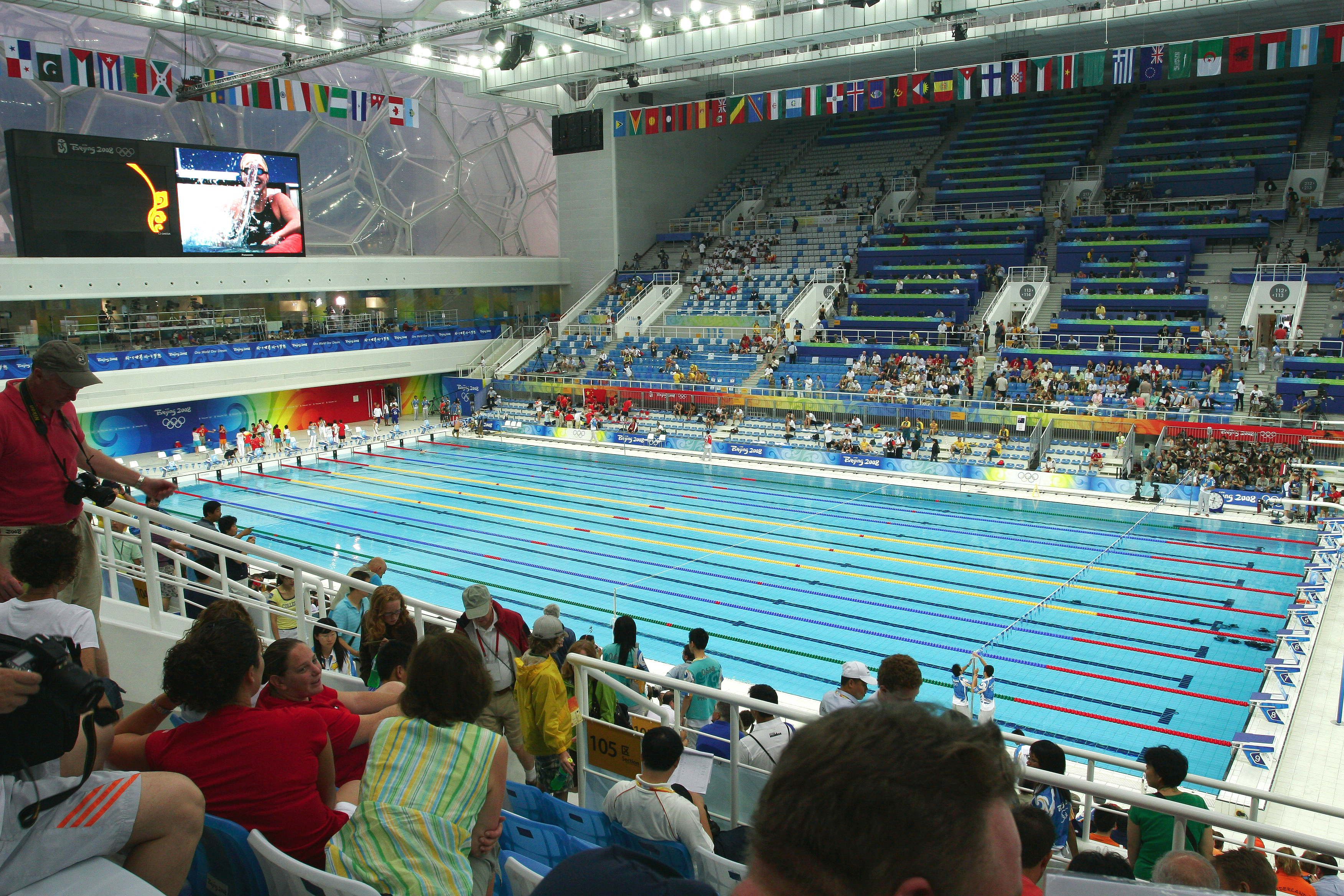
Veduta del Centro Acquatico Nazionale di Pechino

Il 10 agosto il nuoto in vasca esordì ai Giochi cinesi con una nuova impostazione di orari: finali al mattino e batterie al pomeriggio. Nel primo giorno di gare Federica si presentò da favorita nella piscina del Water Cube di Pechino per le fasi eliminatorie dei 400 m stile libero. Non deluse le aspettative e si qualificò con il nuovo record olimpico di 4'02"19. La mattina seguente tentò in finale un passaggio più lento così da risparmiare energie che le permettessero una progressione nella seconda parte. Negli ultimi 100 m, però, l'inglese Adlington ruppe gli indugi prendendo la testa della gara e vincendo in 4'03"22, tempo modesto in relazione a quanto nuotato in batteria da Pellegrini, che chiuse solo 5ª in 4'04"56.
Nel pomeriggio dello stesso giorno cercò il riscatto nelle batterie dei 200 m che vinse con il nuovo primato mondiale di 1'55"45, migliorando il precedente di Laure Manaudou. In finale salì sul gradino più alto del podio precedendo di pochi centesimi la slovena Sara Isaković in 1'54"82, ritoccando ancora una volta il suo stesso record del mondo e regalando all'Italia il primo oro femminile olimpico del nuoto. Terminò la propria rassegna olimpica come frazionista della 4×200 m stile libero, che si fermò al 4º posto con il nuovo record europeo di 7'49"76 (frazione 1'54"98).

### Europei in vasca corta di Fiume - Rijeka 2008
Agli europei in vasca corta nella città di Fiume, Croazia, Federica gareggiò nei 200 m stile libero, nei quali vinse l'oro in 1'51"85 precedendo l'olandese Femke Heemskerk e stabilendo il suo quinto record del mondo in carriera, il primo in vasca corta. Migliorò di 1"33 il precedente record della francese Coralie Balmy, stabilito appena un paio di giorni prima ai campionati nazionali francesi quando fermò il cronometro a 1'53"18.

### Il 2009: la doppietta iridata e i record del mondo

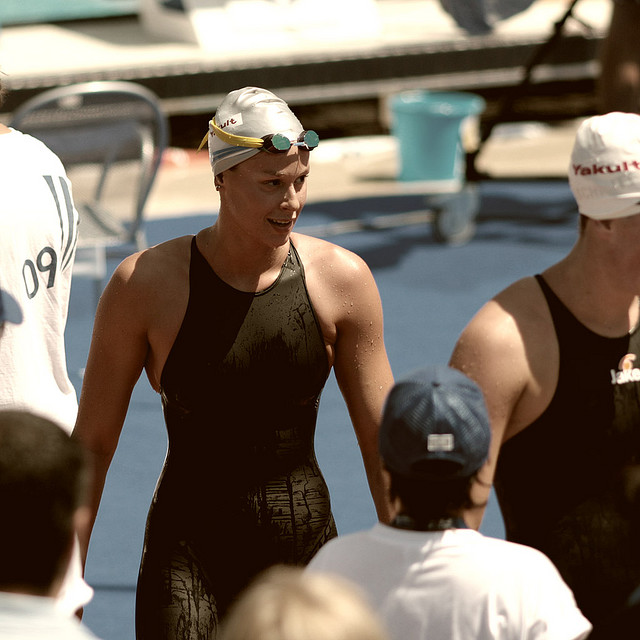
Federica Pellegrini ai mondiali di Roma 2009

La preparazione impostata quell'anno dal tecnico di Federica era basata su di un ciclo invernale di allenamenti — da settembre a dicembre — che prevedeva ogni settimana undici sedute in vasca da circa 16 km al giorno, più due-tre sedute in palestra per il potenziamento muscolare. Nel periodo tra gennaio e marzo, invece, un ciclo dedicato al lavoro aerobico, qualitativo e in altura. Un programma a detta dell'atleta molto faticoso, quasi «da uomini». I frutti del lavoro svolto si videro già a marzo in occasione degli assoluti primaverili, nel corso dei quali vinse cinque titoli nazionali. Dopo il quinto posto della finale olimpica, si ripresentò ai blocchi dei 400 m stile libero che, anche in quest'occasione, videro il suo ritiro a causa di una crisi d'ansia. Tuttavia, il tecnico Castagnetti si mostrò fiducioso e sicuro che la preparazione in corso le avrebbe presto consentito di scendere anche al di sotto dello storico muro dei 4"00 minuti. Le sue parole trovarono conferma due giorni più tardi, quando nei 200 m stabilì il suo sesto record del mondo in 1'54"47. L'impresa le valse anche un altro record, poiché nessun atleta azzurro prima di lei riuscì mai a stabilire un primato mondiale ai campionati italiani.

#### Giochi del Mediterraneo di Pescara 2009
A un mese dall'inizio dei mondiali testò la propria condizione ai XVI Giochi del Mediterraneo nella città di Pescara in cui disputò una sola gara: i 400 m stile libero. In questa distanza non era più la primatista mondiale dal 16 marzo, giorno in cui l'inglese Joanne Jackson migliorò il suo crono stabilito agli europei del 2008. L'atleta azzurra se ne riappropriò toccando la piastra in 4'00"41, evidenziando l'ottimo stato di forma che confermò il superamento definitivo delle crisi d'ansia e la avvicinò ulteriormente al limite dei 4'00.

#### Campionati mondiali di Roma 2009
Federica si presentò ai mondiali di casa iscritta in tutte le distanze dello stile libero, dai 100 agli 800 m. Il 26 luglio, prima giornata di gare, disputò i 400 m nei quali vinse il primo oro mondiale in carriera con il nuovo record del mondo davanti alle inglesi Jackson e Rebecca Adlington. Condusse la gara in progressione portandosi in testa ai 100 m. Nuotò le ultime due vasche in 29"86 e 29"36 e toccò la piastra in 3'59"15. Oltre alla medaglia arrivò quel traguardo storico pronosticato sin dagli assoluti di marzo dal suo tecnico: l'abbattimento per la prima volta nella storia del muro dei 4'00 minuti.
Due giorni più tardi gareggiò nella sua specialità: i 200 m. Si impose sin dalle semifinali vincendo la propria serie in 1'53"67 e facendo suo anche in questa gara il nuovo primato mondiale, inferiore di 0"80 al precedente realizzato a Riccione. In finale vinse il suo primo titolo iridato nella distanza con il tempo di 1'52"98 davanti alle statunitensi Allison Schmitt e Dana Vollmer, ritoccando ancora una volta il proprio limite. Rispetto all'1'54"82 di Pechino, in meno di un anno la ragazza si migliorò di quasi due secondi divenendo la prima e unica donna capace di scendere al di sotto dell'1'53. Realizzò così il suo 10º record in carriera prima dei 21 anni. Il titolo, inoltre, le consegnò la doppietta 200–400 m stile libero, impresa riuscita in precedenza solo a Laure Manaudou e alla tedesca dell'Est Heike Friedrich.
Rinunciò invece ai 100 e agli 800 m per dare il proprio contributo alla 4x200 m stile libero che sfiorò il podio chiudendo al quarto posto. Federica criticò le proprie compagne Spagnolo e Zoccari per le prestazioni realizzate, accusandole di non aver dato del proprio meglio e di avere lasciato le sorti del quartetto sulle sue spalle e della collega Alessia Filippi.
Con un bottino di due medaglie d'oro e tre record del mondo battuti, venne eletta dalla FINA "Atleta dei campionati" insieme all'americano Michael Phelps.

#### Morte di Alberto Castagnetti ed europei in corta di Istanbul 2009
Nel mese di ottobre morì Alberto Castagnetti all'età di 66 anni. Reduce da un'operazione al cuore avvenuta in settembre, trascorse il periodo di convalescenza supportato da Federica che, per potergli stare accanto, posticipò il viaggio negli Stati Uniti. Concluse l'anno agli europei in corta sebbene, per via del lutto, non si presentò in condizioni ottimali. Tuttavia riuscì a riconfermare l'oro continentale nei 200 m stile libero realizzando l'undicesimo e ultimo record mondiale in carriera (1'51'17) che dedicò al tecnico scomparso. I successi ottenuti in stagione le valsero il riconoscimento di "Nuotatrice dell'anno" per la rivista americana Swimming World Magazine, che fece di Federica la prima e unica nuotatrice italiana a essere insignita di tale premio.

### Il 2010, l'anno con Stefano Morini e gli Europei di Budapest
Il 2010 fu il primo anno di gare dopo la decisione della FINA di bandire i costumi in poliuretano, mettendo fine a uno dei periodi più controversi della storia del nuoto. In questo nuovo contesto Federica si testò agli europei di Budapest. Dopo aver conquistato il titolo olimpico e mondiale vinse anche quello europeo nei 200 m stile libero in 1'55"45, realizzando il nuovo record dei campionati e la sua migliore prestazione in tessuto. Affrontò per la prima volta anche gli 800 m, vincendo il bronzo in 8'24"99. A causa del suo stato influenzale rinunciò invece ai 400.
In novembre si presentò alla rassegna europea in corta a Eindhoven e ancora una volta nuotò gli 800 m vinti a sorpresa in 8'15"20. Non riuscì a ripetersi nei 400 m nei quali abbandonò la vasca per il preannunciarsi di una crisi d'ansia. La delusione ai mondiali in vasca corta di Dubai (3ª nei 400 m e solo 7ª nei 200 m) fece presagire un'imminente rottura con il tecnico Stefano Morini che, nonostante le smentite, arrivò di lì a poche settimane. Scelse come nuova guida il francese Philippe Lucas, in passato già allenatore di Laure Manaudou.

### L'arrivo di Lucas e la doppietta iridata ai mondiali di Shanghai 2011
L'esperienza parigina intrapresa sotto la guida di Lucas nel dicembre 2010 comportò anche un cambio radicale d'allenamento: da un lato l'anticipo di due ore dell'inizio delle sessioni in vasca, dalle precedenti 8 del mattino di Verona alle 6 di Parigi; dall'altra parte lo svolgimento di allenamenti mirati sul volume e sulla resistenza. I primi frutti si videro già ai primaverili di Riccione quando per la prima volta gareggiò sotto la guida del tecnico francese che la volle ai blocchi di partenza in tutte le distanze dello stile libero, dai 100 agli 800. Conquistò il titolo in tutte le prove e, durante il campionato a squadre in vasca corta, stabilì il nuovo primato italiano nei 400 in 3'57"59.
In luglio si presentò all'appuntamento più importante della stagione: i mondiali di Shanghai. Nella prima giornata di gare esordì nelle batterie dei 400 m stile libero accedendo alla finale con il miglior tempo (4'04"76). La sera stessa andò a caccia del secondo titolo consecutivo nella distanza. Su indicazioni del suo tecnico nuotò su di un ritmo tranquillo accelerando nei secondi 200 m. Alla virata dei 250 m incominciò la propria progressione passando dalla quinta posizione di metà gara al primo posto, vincendo l'oro in 4'01"97 (5ª prestazione all-time) e infliggendo 2"04 all'argento della britannica Adlington.
Tre giorni più tardi scese in acqua per difendere il titolo anche nei 200 m. Entrò in finale con il secondo miglior tempo dietro l'olandese Femke Heemskerk, che in semifinale l'aveva preceduta di oltre un secondo. In svantaggio sin dalla prima vasca, in cui virò in penultima posizione, aumentò l'andatura e passò in terza posizione ai 150 m. Nell'ultimo 50 risalì sull'olandese sorpassandola a 25 m dalla fine aggiudicandosi la medaglia d'oro davanti a Kylie Palmer e Camille Muffat in 1'55"58. Divenne, così, la prima nuotatrice nella storia capace di conquistare il titolo sia nei 200 sia nei 400 stile libero in due edizioni diverse e consecutive dei campionati. I risultati conseguiti le valsero per la terza volta il titolo di "Nuotatrice europea dell'anno" assegnato dalla rivista Swimming World Magazine.
Nel corso della manifestazione fece parlare di sé per i risultati sportivi, ma anche per le proprie vicende sentimentali quando rese pubblica la fine della sua relazione con Luca Marin e la nascita di un nuovo rapporto con il compagno di nazionale Filippo Magnini che la influenzerà nella scelta di tornare in Italia trasferendosi a Roma a casa del compagno e di affidarsi al suo stesso tecnico, Claudio Rossetto.

### Il primo divorzio da Lucas e i tecnici successivi

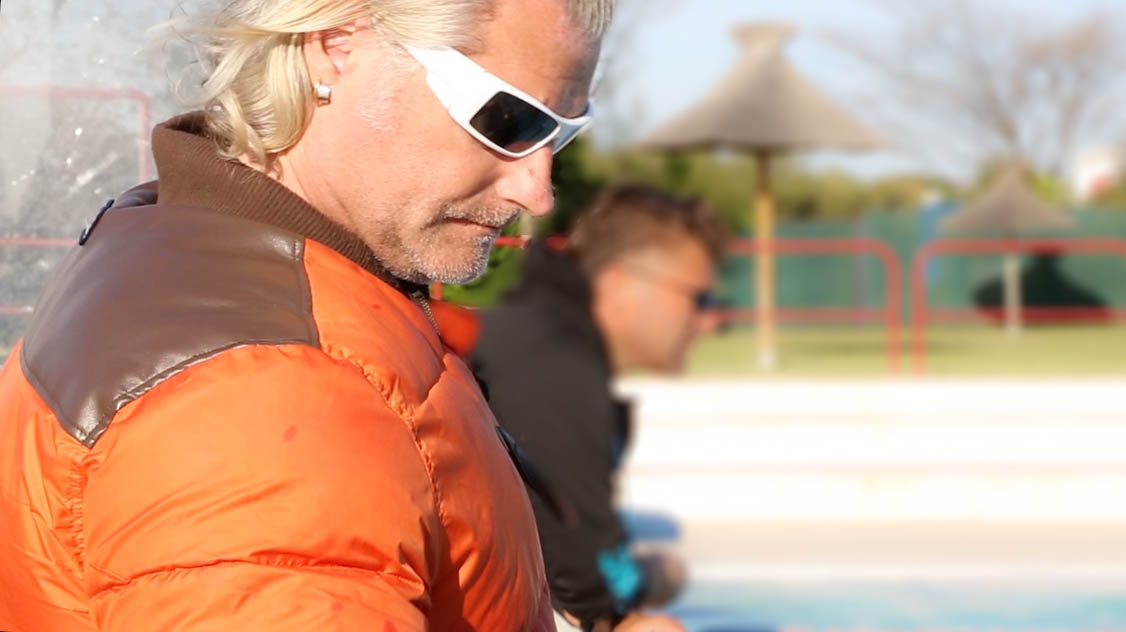
Philippe Lucas, il tecnico che portò Federica al doppio successo ai mondiali di Shanghai

I due ori conquistati a Shanghai non furono sufficienti per portare l'atleta a riconfermare il rapporto con Lucas. Federica, infatti, sembrò voler ritornare ad allenarsi a Verona, una scelta non condivisa dal suo tecnico che invece non voleva lasciare la capitale francese, rendendo pressoché inevitabile la fine del loro rapporto che venne ufficializzata nell'agosto dello stesso anno. A Lucas succedette Federico Bonifacenti che già l'aveva seguita dopo la morte di Castagnetti. La nuova guida tecnica non durò a lungo e si concluse dopo appena tre mesi a sole due settimane dagli europei di Stettino (nei quali fu 3ª nella 4x50 m stile libero e 4ª nei 400 m). La scelta del tecnico fu dettata da un'incompatibilità di programmazione e dalla difficoltà di conciliare gli allenamenti tra Verona e Roma voluti da Federica per poter stare accanto al fidanzato. Pellegrini si affidò quindi alla guida tecnica di Claudio Rossetto, già allenatore dei velocisti tra i quali Magnini. I numerosi cambi di allenatore (tre in un anno) sollevarono non poche polemiche e preoccupazioni, legate al rischio che potessero compromettere la sua preparazione per le imminenti Olimpiadi.

### Campionati europei di Debrecen 2012
Un primo test pre-olimpico avvenne nel mese di maggio agli europei di Debrecen in cui vinse un bronzo nella 4x100 m stile libero e il primo oro azzurro nella 4x200.
Conquistò il metallo più prezioso anche nei 200  stile in 1'56"76, un tempo modesto per i suoi standard e certamente non di buon auspicio in vista delle Olimpiadi. Tuttavia, il risultato le fu sufficiente per riconfermare il titolo europeo nella distanza. Come ultima gara disputò i 400 m, cercando la doppietta europea che ancora non aveva realizzato. Chiuse le batterie in 4'14"27 con una prestazione «inspiegabile» lontana dal suo personale. Federica ipotizzò che la causa potesse essere un problema fisico, mentre la stampa parlò del ritorno delle crisi d'ansia che già l'avevano colpita in passato. A ogni modo, i tempi realizzati non furono certo incoraggianti a soli due mesi dai Giochi olimpici.

### La delusione dei Giochi olimpici di Londra 2012
Nel mese di luglio si presentò a Londra con la nazionale italiana per la sua terza rassegna olimpica. Le aspettative erano molteplici poiché in lei erano riposte molte delle speranze azzurre di medaglia. Inoltre, era la campionessa olimpica in carica dei 200 m stile libero e i due titoli mondiali ottenuti solo un anno prima a Shanghai avevano dato conferma della sua competitività facendo ben sperare in un riscatto del quinto posto nei 400 m stile libero delle olimpiadi di Pechino.
Il 29 luglio esordì all'Aquatics Centre proprio nei 400 m, conquistando la finale con il 7º tempo, ma non facendo presagire buone sensazioni in vista della gara serale. Tali impressioni si confermarono in finale quando non andò oltre il 5º posto in 4'04"50 evidenziando uno stato di forma imperfetto. Il tempo registrato fu pressoché identico a quello di Pechino, in una gara in cui le avversarie non andarono poi così veloce (oro Muffat in 4'01"45; argento Allison Schmitt in 4'01"77 e bronzo Adlington in 4'03"01). A Federica sarebbe quindi bastato ripetere una prestazione vicina al 4'01"97 di Shanghai per salire sul podio. Archiviati i 400 m si presentò ai blocchi per difendere l'oro nei 200 m stile libero, ma ancora una volta fu protagonista in negativo: 5º posto in 1'56"67. Anche in questa occasione sarebbe bastato ripetere l'1'55"58 di Shanghai per arrivare seconda (oro Schmitt in 1'53"61; argento Muffat in 1'55"58 e bronzo Barratt in 1'55"81).
La duplice sconfitta alimentò le numerose polemiche nate dai pessimi risultati in vasca della spedizione italiana. Le testate nazionali parlarono di flop del movimento azzurro poiché non fu conquistata alcuna medaglia - cosa che non accadeva dal lontano 1984 -, creando un ambiente carico di tensione tra gli atleti. Federica si dichiarò dispiaciuta per gli insuccessi e si assunse la piena responsabilità per le scelte compiute. Questo però non evitò il verificarsi di un nuovo cambio tecnico che da Rossetto la riportò al francese Philippe Lucas.

### Il ritorno con Lucas e i progetti per l'anno sabbatico
Nel 2013 Federica ufficializzò il ritorno con il tecnico transalpino e, insieme al compagno Filippo, si trasferì a Narbonne dove il tecnico faceva base. In un secondo momento, invece, soprattutto a partire dalla fine dell'anno, tornò a Verona seguita da Matteo Giunta, già preparatore atletico e vice di Philippe Lucas, alternando gli allenamenti in Italia con dei collegiali di alcune settimane in Francia. Come già annunciato, Federica decise di concedersi un "anno sabbatico" per ritrovare sé stessa e nuovi stimoli dopo la delusione olimpica. Per fare ciò si avvicinò a nuove specialità e cambiò il metodo di preparazione atletica. Con l'aiuto di Matteo Giunta cominciò una nuova programmazione e preparazione atletica: una sola seduta in acqua al giorno, alla mattina; due volte alla settimana corsa su pista e per altri tre pomeriggi palestra e pesi per riacquistare tono muscolare e rendere così più forte la bracciata. Agli assoluti primaverili si cimentò quindi nei 100 e 200 m dorso e dichiarò di non voler disputare i 200 m stile libero ai mondiali di Barcellona. A sorpresa si aggiudicò entrambe le distanze, realizzando nei 200 dorso la seconda prestazione italiana di sempre e mancando il record nazionale di Alessia Filippi per soli 0"02.

### Campionati mondiali di Barcellona 2013
Sul finire del mese di luglio esordì ai mondiali di Barcellona, dieci anni dopo l'esordio in nazionale in quella stessa città. Nuotò come frazionista in tutte le staffette azzurre ottenendo il miglior risultato nella 4x100 m stile libero nella quale stabilì con le compagne il nuovo record nazionale. Contrariamente a quanto dichiarato durante l'anno, gareggiò anche nei 200 m stile libero mostrandosi competitiva sin dalle batterie, vincendo le semifinali in 1'55"78 e presentandosi in finale come seria pretendente al titolo. Nella fase finale condusse la gara in progressione: partì in svantaggio assoluto sin dalla prima virata; nei 100 m successivi recuperò portandosi in quarta posizione; coprì l'ultima vasca in 29"07 recuperando altre due posizioni e fermandosi al secondo posto in 1'55"14, a soli 0"33 dall'oro di Missy Franklin. Il tempo conclusivo rappresentò il suo nuovo personale con costume in tessuto, migliore dell'1'55"45 del 2010. Federica si disse «strafelice» di questa medaglia inaspettata che definì come «il riscatto dopo la delusione di Londra» e «una delle più belle e importanti» della propria carriera. Sul finire dei campionati si cimentò senza successo anche nei 200 m dorso chiusi in 2'09"27.

### La stagione in corta e gli europei di Herning 2013
Alla fine dell'anno l'atleta veneta si mise in mostra nelle competizioni di vasca corta al trofeo "Mussi Lombardi Femiano": vinse con i nuovi primati nazionali i 200 m dorso (2'03"75) abbassando di 70 centesimi il primato gommato di Alessia Filippi e i 100 m stile libero (52"86) migliorando di 86 centesimi il limite di Erika Ferraioli. Sulla scia dei risultati del meeting toscano si presentò a Herning per la rassegna continentale in vasca da 25 m. Nei 200 m stile libero tornò al successo dopo quattro anni di assenza in 1'52"80 e, dopo le delusioni di Londra, si ripresentò anche nei 400 nei quali si classificò terza alle spalle di Mireia Belmonte e Lotte Friis in 3'58"90.

### Campionati europei di Berlino 2014
Nell'agosto 2014 Pellegrini volò a Berlino per l'appuntamento più importante della stagione: i campionati europei. Dopo il bronzo nella 4x100 m stile libero fece suo il primo successo nella staffetta 4x200 che si riconfermò il titolo vinto due anni prima. Essenziale fu il contributo di Federica che scese in acqua in ultima frazione ereditando un ritardo di 4"51 dalla Svezia che conduceva la gara. Il divario, apparentemente incolmabile, si ridusse a soli 2"53 ai 750 m e negli ultimi 10 m la nuotatrice italiana approfittò del calo dell'avversaria per sorpassarla e chiudere al primo posto. Il 23 agosto fu la volta dei 200 m stile libero, gara per la quale vi erano molte aspettative sebbene la prestazione di staffetta (1'56"50) mise in dubbio la sua superiorità per via dell'iscrizione della svedese Sjöström, poi non presentatasi ai blocchi, ma autrice in staffetta di una frazione da 1'53"64. Pellegrini entrò in finale come favorita imponendosi sulle avversarie in 1'56"01. Il successo le valse il 3º titolo europeo consecutivo nella distanza, impresa senza precedenti nella storia. L'ultimo giorno scese in acqua nei 400 nel tentativo di realizzare la doppietta 200-400 sl che sempre le era sfuggita. Anche in quest'occasione non vi riuscì e si dovette accontentare di un 4º posto in 4'04"42. Federica si disse comunque soddisfatta per il risultato, non avendola più nuotata dalla finale olimpica, e dichiarò di voler valutare se continuare o meno la preparazione dei 400 in futuro.

### Il secondo divorzio da Lucas e l'arrivo di Matteo Giunta
Il quarto posto nei 400 m stile libero agli europei di Berlino evidenziò delle divergenze tra quelle che erano le priorità di Federica e del suo tecnico, che avevano portato a pensare a una nuova rottura tra i due. La ragazza, infatti, era sempre stata più interessata alla preparazione dei 200, la gara che l'aveva rivelata al mondo e che più di ogni altra le aveva regalato successi. Al contrario, l'allenatore Lucas aveva sempre insistito sin dal 2011 nella preparazione della doppia distanza. Dopo alcune indiscrezioni rivelate dell'emittente francese RTL a conferma di un'imminente rottura, arrivò la conferma da parte di Federica stessa che annunciò via Twitter la fine consensuale della collaborazione tra lei e Lucas. Le scelta maturò dopo un incontro a Narbonne con Lucas e Matteo Giunta per «un'attenta valutazione» delle scelte future; di fatto se proseguire o meno la preparazione dei 400.
Federica si affidò così alla guida tecnica di Giunta, già preparatore atletico e vice di Lucas. A questa decisione seguì l'abbandono definitivo dei 400 in favore dei soli 200 stile libero con l'intenzione di velocizzarne il passaggio e renderli più competitivi in prospettiva Rio 2016. I primi riscontri positivi arrivarono ai mondiali in corta di Doha nei quali, nonostante la débâcle nei 200 m stile libero chiusi solo al 5º posto, realizzò la sua frazione più veloce di sempre in 51"76. Nella stagione successiva si migliorò anche in vasca lunga con l'1'55"00 di Vichy (personale in tessuto) e la frazione da 53"15 nella staffetta 4x100 m stile libero agli invernali, fino a quel momento miglior frazione italiana all-time.

### Campionati mondiali di Kazan' 2015
Ai campionati italiani, validi come qualificazione per i mondiali di Kazan', disputò per l'ultima volta in carriera i 400 m stile libero nei quali arrivò terza. Il mancato successo scaturì una forte reazione mediatica poiché, per la prima volta, perse il titolo nazionale. I dubbi sulla sua condizione sollevati dalla stampa misero a dura prova l'atleta e ciò portò il suo tecnico a ritirarla dalla finale dei 200 per preservare la sua serenità, avendo già ottenuto in batteria il pass per i mondiali. In estate si testò al meeting di Vichy in cui ebbe riscontri positivi nei 100 stile libero e vinse anche i 200 m in 1'55"00, 3º miglior tempo dell'anno e migliore prestazione in tessuto in carriera, oltre che a essere un segnale incoraggiante in prospettiva mondiali.

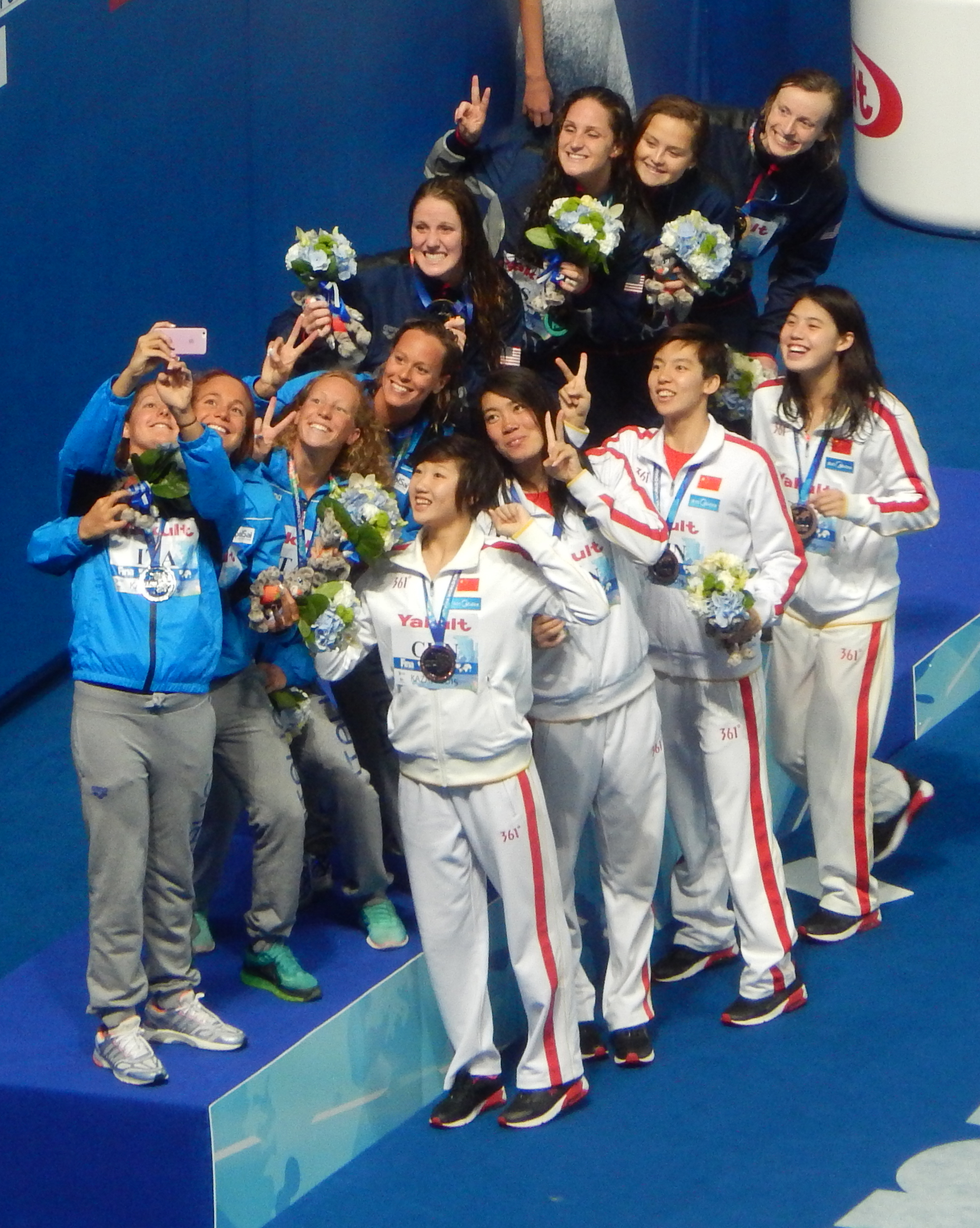
Kazan' 2015 - Le vincitrici della 4x200 m stile libero

Nella piscina della Kazan Arena esordì nella staffetta 4x100 m stile libero, che tornò in una finale iridata dopo dieci anni di assenza, migliorandone il record italiano. Negli attesi 200 m stile libero, invece, si qualificò per le semifinali in 1'57"34 ed entrò in finale con il miglior crono in 1'56"23. Il 5 agosto, giorno del suo 27º compleanno, si presentò a bordo vasca per la finale come una delle favorite dato il ranking mondiale stagionale e l'assenza di un'atleta predominante. Come d'abitudine fece della progressione la sua forza: passò solo sesta a metà gara, quarta alla virata dei 150 m e infine toccò seconda grazie a un'ultima vasca da 29"23 che le regalò l'argento in 1'55"32 dietro la giovane statunitense Katie Ledecky (1'55"16). Si riconfermò, dunque, come una delle più forti duecentiste nella storia del nuoto, a dieci anni di distanza dal primo successo. Questa medaglia le valse un nuovo primato in quanto divenne la prima e unica atleta capace di salire sul podio, nella stessa specialità, in sei diverse edizioni consecutive dei campionati del mondo.
Dopo il successo individuale guidò la staffetta 4x200 m stile libero, qualificatasi in mattinata con il miglior tempo. Nelle prime tre frazioni nuotarono Alice Mizzau, Erica Musso e Chiara Masini Luccetti che diede il cambio a Federica con più di tre secondi di ritardo dalle prime. Da subito cercò la rimonta dalla quinta posizione in cui si trovava il quartetto, ultimandola nella vasca finale con il sorpasso di Svezia, Cina e Gran Bretagna. Terminò seconda dietro solo alle statunitensi, grazie a una frazione da 1'54"73 (sua 2ª miglior frazione di sempre). Un risultato storico per la nazionale italiana che, per la prima volta, salì sul podio iridato riscattando il quarto posto di Roma 2009.

### Europei in vasca corta di Netanya 2015
A fine anno Federica esordì alla sua undicesima rassegna continentale con un quarto posto nei 100 m stile libero, impreziosito dal nuovo primato nazionale di 52"56, a conferma di un'importante velocità di base ritrovata divenuta ormai necessaria nei 200. Dopo il successo inaspettato nella staffetta 4x50 m stile libero, vinse il secondo oro nei 200 m in 1'51"89 conquistando la sua quarantesima medaglia internazionale e il quinto sigillo nella distanza a dieci anni dal primo. Il tempo risultò inferiore di un secondo rispetto a quello della stagione precedente e per la prima volta dal biennio 2008-2009, era dei costumi in poliuretano, tornò al di sotto dell'1'52".

### Gli Europei di Londra 2016 e la ritrovata velocità
L'esordio ufficiale stagionale fu ai campionati nazionali di aprile nei quali tornò alla vittoria in cinque gare e realizzò la miglior prestazione italiana in tessuto nei 100 m stile libero ('53"78), conquistando così un'inattesa qualificazione olimpica nella distanza. Alcuni giorni dopo ancora risultati di rilievo nella stessa gara, questa volta durante le fasi regionali di Coppa Brema in vasca corta quando ritoccò il proprio record italiano portandolo a 52"17.
Alla vigilia degli europei di Londra, tenutisi nella vasca olimpica dell'Aquatics Centre, dichiarò di non essersi preparata al meglio per tale appuntamento e da qui la volontà di limitare, almeno inizialmente, la propria partecipazione alle sole staffette: nelle veloci si migliorò in ogni frazione lanciata con 53"46, 53"20 e 52"91, mentre con le compagne non riuscì a difendere il titolo nella 4x200 m (solo 5ª). Il progresso nei 100 m evidenziò il buono stato di forma e la convinse a testarsi anche nei 200 m in cui si impose per soli 4 centesimi sulla rivale Heemskerk in 1'55"93. Per la quarta volta consecutiva si confermò leader europea della distanza, un'impresa senza precedenti.

### La quarta Olimpiade: Rio 2016
A poco più di un mese dai Giochi di Rio, Pellegrini gareggiò al Trofeo Sette Colli di Roma. Nei 100 m stile libero fu protagonista di un insolito testa a testa con l'olimpionica Kromowidjojo che la portò al nuovo record italiano in 53"18, migliore del 53"55 da lei stabilito con costume in poliuretano nel 2009. Il progresso così evidente nelle due vasche fece sorgere curiosità anche per i 200 m nei quali fu ancora protagonista vincendo in 1'54"55 che le valse il secondo miglior tempo dell'anno e la sua quarta miglior prestazione assoluta in carriera.
Il 5 agosto, giorno del suo 28º compleanno, Federica fu impegnata allo stadio Maracanã di Rio de Janeiro come portabandiera della delegazione italiana alla cerimonia d'apertura dei Giochi. Avviò la sua quarta rassegna a cinque cerchi con la 4x100 m stile libero che dopo sedici anni ritrovò l'accesso in finale grazie al crono di 3'35"90 (nuovo record italiano). Due giorni dopo fu la volta delle batterie dei 200 m stile libero, l'unico evento individuale sul quale si era concentrata nelle ultime due stagioni. I buoni riscontri avuti nelle fasi eliminatorie la fecero guardare con serenità alla finale, in cui si presentò con il terzo miglior tempo. Tuttavia, non fu in grado di ripetere il proprio migliore stagionale in una gara in cui l'atleta azzurra si classificò quarta in 1'55"18 preceduta da Katie Ledecky oro in 1'53"73, Sarah Sjöström argento in 1'54"06 ed Emma McKeon bronzo in 1'54"92. La delusione fece presagire l'annuncio del suo ritiro dalle attività agonistiche, ma in settembre Federica confermò la propria determinazione nel voler dedicarsi al nuoto fino ai Giochi di Tokyo 2020.

### Mondiali in vasca corta di Windsor 2016
L'occasione per un'immediata rivincita si presentò ai mondiali di vasca corta tenutesi in a Windsor, Canada in dicembre. Nel primo giorno di gare Federica gareggiò nei 200 stile libero riuscendo a conquistare l'unica medaglia d'oro internazionale che ancora le mancava. Nell'occasione riuscì a battere la rivale Katinka Hosszu, con il suo personale in tessuto di 1'51"73. Ottenne risultati positivi anche nei 100, centrando la prima finale mondiale chiusa in quinta posizione. Nelle prove di squadra infine riuscì a ottenere un argento nella 4x100 stile libero e un bronzo con record nazionale nella 4x50 della stessa specialità. Di ritorno in Italia, partecipò alla rassegna nazionale dove confermò i suoi titoli nei 100 e 200 stile libero.

### Campionati mondiali di Budapest 2017 e il successivo anno sabbatico
Dopo la delusione olimpica, Pellegrini si presenta ai mondiali con la voglia di tornare a far bene e provare a diventare l'unica atleta ad andare sul podio nella stessa gara per sette mondiali consecutivi. Il 25 luglio si svolgono le batterie e le semifinali dei 200 m stile libero: Federica accederà alla finale il 26 luglio col quarto tempo totale. Nella finale, dopo aver condotto una gara intorno alla 4ª posizione, negli ultimi 30 metri innesca una progressione che la porta a conquistare la medaglia d'oro, che ai mondiali le mancava dal 2011. Alla fine, il suo 1'54"73 sarà il suo secondo miglior tempo di sempre in una finale mondiale. Inoltre questa gara rappresenta la prima sconfitta in una finale individuale per Katie Ledecky, data come grande favorita dai pronostici.
In seguito a questi fortunati Mondiali Pellegrini decide di concedersi un anno sabbatico con allenamenti più blandi e parziale abbandono dei suoi amati 200 m stile libero. Ed è così che ai campionati Europei di Copenaghen di dicembre come gare individuali partecipa ai 100 m stile libero che conclude in settima posizione in finale, e ai 100 m dorso dove non si qualifica per la finale nuotando solo il decimo tempo delle semifinali. Come unica soddisfazione di questa rassegna è da segnalare il bronzo nella staffetta 4x50 stile libero mista.
Si prosegue su questa strada anche ai campionati Europei in vasca lunga di Glasgow della stagione seguente dove si segnalano soltanto un quinto posto nella finale dei 100 m stile libero e diversi piazzamenti ai piedi del podio nelle staffette, ma anche in questo caso Pellegrini è sembrata non presentarsi all'appuntamento in condizioni di forma ottimali.
Per l'atteso ritorno ai 200 m stile libero in una importante competizione internazionale bisognerà attendere i Mondiali in vasca corta di Hangzhou di dicembre 2018, dove però Federica non riesce a centrare il podio fermandosi solo al quarto posto in 1'53"18. In questa rassegna tuttavia riesce a levarsi la soddisfazione di centrare la sua cinquantesima medaglia internazionale tra Olimpiadi, Mondiali ed Europei centrando il terzo posto nella finale della staffetta 4x100 m misti.

### Campionati mondiali di Gwangju 2019
Ma è solo nel 2019 che si ritorna a pieno regime all'antico. Infatti Federica Pellegrini, a quelli che verosimilmente saranno i suoi ultimi mondiali, riesce a confermare il titolo conquistato due anni prima a Budapest. Entra in finale con il tempo più veloce delle semifinali. Ai 150 metri è seconda, ma nell'ultima vasca riesce la rimonta su Ariarne Titmus - argento con 1:54.66 - e su Sarah Sjöström, terza con 1:54.78 e soccorsa a bordo vasca per debito d'ossigeno, chiudendo la gara con un ottimo 1'54"22, record personale in tessuto.
Riesce dunque a migliorare il tempo di 1:54.73 che nel 2017 a Budapest la incoronò Campionessa del Mondo, e riesce ad allungare la sua striscia vincente di medaglie conquistate consecutivamente ai mondiali nei 200 m stile libero, portandola a ben otto edizioni di fila, record assoluto nella storia del nuoto.
Inoltre in questa edizione dei mondiali con la staffetta mista misti ha ottenuto un ottimo sesto posto e il record italiano, mentre con la staffetta 4x100 misti fa ancora meglio riuscendo a ottenere oltre all'ennesimo record italiano un ottimo quarto posto in cui Federica nuota la sua frazione lanciata più veloce in carriera in un 100 s.l. con il tempo di 52"53. Ha partecipato anche alle batterie dei 50 e dei 100 stile senza però riuscire a centrare le semifinali.

### Europei in vasca corta di Glasgow 2019
Nella rassegna europea di fine stagione in vasca corta Pellegrini, pur non presentandosi in condizioni di forma ottimali, riesce a conquistare una medaglia d'argento nei 200 m stile libero in 1'52"88 alle spalle della sorprendente padrona di casa Freya Anderson e davanti alla rivale storica olandese Femke Heemskerk. Ottiene anche un sesto posto nella finale dei 100 stile in 52"30, e conquista un'altra medaglia d'argento insieme alle compagne della staffetta 4x50 mista dove però Pellegrini nuota solo nelle batterie del mattino. L'atteso ritorno dell'atleta italiana in una grande competizione internazionale nei 400 m stile libero, dove era inizialmente iscritta, invece è saltato per via di uno stato influenzale.

### Gli europei "posticipati" di Budapest 2020
Nel 2020 esplode la pandemia di COVID-19, a causa della quale l'intera stagione del nuoto viene posticipata al 2021, complicando non poco i piani della campionessa veneta, che si ritrova a contrarre il virus sviluppando i sintomi della malattia.
Il ritorno alle competizioni internazionali per Pellegrini arriva nel maggio del 2021 agli Europei di Budapest, dove l'atleta azzurra dichiara inizialmente di voler partecipare solo alle staffette come preparazione e tappa di passaggio in vista delle Olimpiadi di Tokyo. Dopo il sesto posto con la 4x100 sl e una medaglia d'argento con la 4x200 sl mista insieme ai compagni Stefano Ballo, Stefano di Cola e Margherita Panziera, Pellegrini insieme al suo allenatore Matteo Giunta decide di partecipare anche in una gara individuale, i suoi amati 200 sl, nonostante uno stato di forma non ancora del tutto ottimale. E anche in questo caso riesce a conquistare la medaglia d'argento in 1'56"29, sfiorando per solo due centesimi la vittoria che invece è andata alla ceca Barbora Seemanova, e precedendo la britannica Freya Anderson. Il felice europeo di Pellegrini continua con altre tre medaglie di bronzo, nella staffetta 4x200 sl femminile insieme alle compagne Stefania Pirozzi, Sara Gailli e Simona Quadarella, nella staffetta 4x100 stile libero mista insieme ad Alessandro Miressi, Thomas Ceccon e Silvia Di Pietro, e nella staffetta 4x100 misti insieme a Margherita Panziera, Elena Di Liddo e Arianna Castiglioni. Con questo bottino di cinque medaglie conquistate riesce a battere anche il suo record personale in una singola rassegna internazionale, anche se stavolta è mancata la medaglia d'oro.

### Il record di finali alla sua quinta Olimpiade: Tokyo 2020
Pellegrini si pone come obiettivo primario della stagione la partecipazione alla sua quinta Olimpiade della carriera, risultato mai ottenuto da nessun nuotatore azzurro e che solo pochi nuotatori nel mondo sono riusciti a raggiungere. La tanto agognata qualificazione alle Olimpiadi di Tokyo 2020 viene centrata ai campionati italiani primaverili 2021 nei suoi classici 200 stile libero, vinti in 1'56"69 davanti a Margherita Panziera e Stefania Pirozzi. Al termine della gara, Pellegrini scoppia in lacrime per la commozione nell'aver raggiunto questo prestigioso obiettivo dopo un'annata molto difficile.
Nella competizione olimpica partecipa in due gare individuali e tre staffette, arrivando 7ª nei 200 m sl, 4ª nella 4x100 m misti mista e 6ª nella 4x100 m mista. Pur non ottenendo medaglie, nei 200 m stile libero ottiene comunque un risultato prestigioso, diventando la prima nuotatrice ad aver raggiunto la finale olimpica nella stessa specialità in cinque edizioni consecutive, risultato che in precedenza era stato ottenuto soltanto da Michael Phelps, l'atleta olimpico più medagliato di sempre, nei 200 m farfalla.

### Il ritiro
Già prima delle Olimpiadi la nuotatrice aveva annunciato che il suo ritiro dal nuoto agonistico non sarebbe avvenuto subito dopo Tokyo 2020 ma dopo aver affrontato l'International Swimming League con la compagine degli Acqua Centurions, della quale è stata anche capitana. In realtà, a seguito di pressioni della sua squadra di club, il Circolo Canottieri Aniene, il ritiro ufficiale dal nuoto di Federica è avvenuto il 30 novembre 2021 ai Campionati italiani invernali, manifestazione in cui vinse anche la sua ultima medaglia d'oro nei 200 m stile libero. A fine manifestazione si è esibita anche in una gara d'addio insieme ad alcune delle sue principali rivali storiche. Ha anche annunciato che non avrebbe partecipato ai campionati europei del 2022, che si sono tenuti a Roma.
Il 4 agosto 2021 è stata eletta membro del CIO in rappresentanza degli atleti che hanno votato al Villaggio Olimpico: resterà in carica fino ai giochi di Los Angeles 2028 e di conseguenza sarà in giunta CONI fino a quella data.

## Gare e primati personali
Nel corso degli anni Pellegrini ha affrontato, seppur con diverso impegno e continuità, tutte le distanze dello stile libero, con l'eccezione dei 1 500 m. Nacque inizialmente come velocista e fu proprio nello sprint che conquistò i primi successi. Si specializzò poi nella distanza intermedia: i 200 m sl, che diventarono la sua gara preferita. Proprio in questa distanza ha ottenuto i risultati più importanti, divenendo una delle più forti duecentiste della storia del nuoto.
Per volontà dell'ex allenatore Alberto Castagnetti affiancò ai 200 anche i 400 m stile libero, nei quali, però, Federica non si è mai sentita del tutto a proprio agio. Nonostante ciò, non le mancarono risultati di rilievo, culminati con il record del mondo di Roma 2009. Proprio in quell'anno il tecnico espresse il desiderio di ampliare il programma gare per renderla competitiva, in vista delle Olimpiadi di Londra 2012, in tutte le distanze del crawl, dai 100 agli 800 m. Il progetto fu avviato solo in parte, poiché troncato dall'improvvisa morte del tecnico, sebbene nel 2010 Federica si dichiarasse ancora intenzionata a continuare su questa strada.
I deludenti risultati dell'Olimpiade di Londra, invece, indussero la nuotatrice ad abbandonare progressivamente i 400 m sl, disputati per l'ultima volta a livello internazionale agli europei di Berlino. Da quel momento, finalizzò la preparazione solo in prospettiva 200 m sl, unica gara individuale ai Giochi di Rio 2016. Fu così che nel 2013 si concesse un anno sabbatico per riflettere su quanto accaduto a Londra. Per non perdere la forma, difficilmente recuperabile dopo un anno di pausa, si cimentò in gare alternative, soprattutto del dorso. In questa specialità ottenne tempi interessanti a livello nazionale: nei 200 m in vasca lunga avvicinò il primato nazionale di Alessia Filippi, mancandolo per soli due centesimi (2'08"05), mentre nei 100 segnò la 4ª miglior prestazione italiana di sempre. In vasca corta, nella stessa specialità, realizzò il nuovo record italiano nei 200 m in 2'03"75 (poi battuto negli anni a venire da Margherita Panziera) e il nuovo personale nei 100 in 58"80.
Nel 2019, tra vasca lunga e vasca corta, detiene sei record italiani individuali, oltre ai dieci in staffetta, per un totale di sedici.

## Primati mondiali

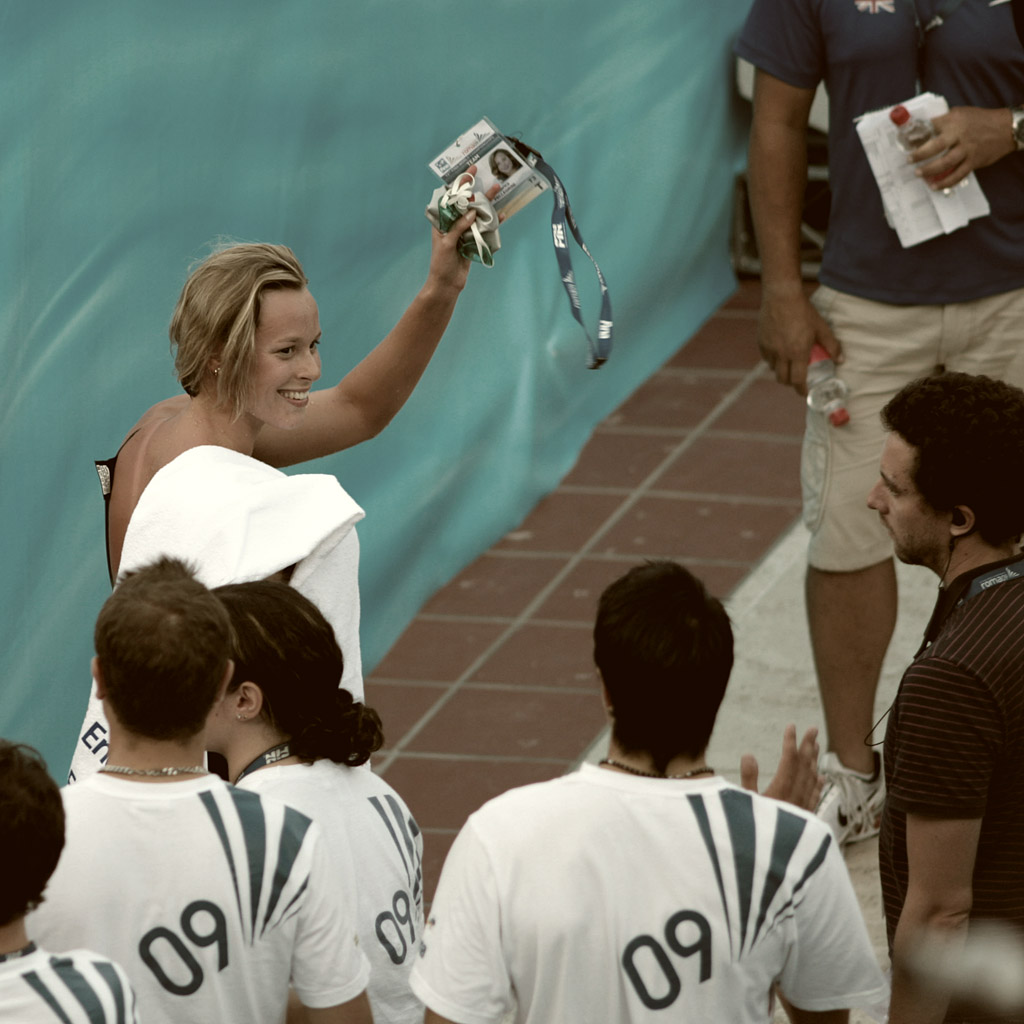
Federica Pellegrini ai mondiali di Roma 2009

Tra il 2007 e il dicembre 2009 Pellegrini realizzò undici primati del mondo, nove in vasca lunga e due in vasca corta, tutti in gare individuali dello stile libero. Di questi, sei in vasca lunga e due in vasca corta nei 200 m e tre nei 400 m in vasca olimpica.
Il primo record risale al 27 marzo 2007 quando, all'età di 18 anni, vinse la semifinale dei 200 m ai mondiali di Melbourne in 1'56"47. Abbassò, seppur di pochi centesimi, lo storico primato del 2002 della tedesca Franziska van Almsick, idolo sportivo di Federica. Un anno dopo strappò a Laure Manaudou quello nei 400 m in 4'01"53 e divenne primatista dei 200 sl anche in corta migliorando di 1"33 il tempo di Coralie Balmy.
Gli ultimi record risalgono al 2009, anno in cui ne stabilì cinque: ai mondiali di Roma nuotò i 400 in 3'59"15, migliorando di 1"26 il primato di Joanne Jackson. Per la prima volta nella storia una nuotatrice coprì la distanza in meno di quattro minuti. Allo Stadio Olimpico del Nuoto, tra semifinali e finale, migliorò sé stessa anche nei 200 m fermando il cronometro a 1'52"98, abbassando di 1"49 il suo precedente record. Infine, in dicembre, stabilì l'ultimo record del mondo in carriera: 1'51"17 nei 200 sl in vasca corta.
Il suo record del mondo nei 200 stile libero è rimasto imbattuto per quattordici anni, dal 2009 al 2023: è il record più duraturo della storia del nuoto femminile in vasca lunga. Nel 2014 perse il primato dei 400, ancora record europeo, per mano di Katie Ledecky che lo portò a 3'58"86 e lo stesso anno anche quello dei 200 in corta per opera di Sarah Sjöström.
In grassetto sono indicati i record registrati in vasca lunga, in corsivo quelli in vasca corta.
| Nº | Gara                    | Tempo   | Data       | Evento                  | Luogo     |
| -- | ----------------------- | ------- | ---------- | ----------------------- | --------- |
| 1  | 200 m stile libero      | 1'56"47 | 27-03-2007 | Campionati Mondiali     | Melbourne |
| 2  | 400 m stile libero      | 4'01"53 | 24-03-2008 | Campionati Europei      | Eindhoven |
| 3  | 200 m stile libero      | 1'55"45 | 11-08-2008 | Giochi Olimpici         | Pechino   |
| 4  | 200 m stile libero      | 1'54"82 | 11-08-2008 | Giochi Olimpici         | Pechino   |
| 5  | 200 m stile libero (VC) | 1'51"85 | 14-12-2008 | Campionati Europei      | Fiume     |
| 6  | 200 m stile libero      | 1'54"47 | 08-03-2009 | Campionati Italiani     | Riccione  |
| 7  | 400 m stile libero      | 4'00"41 | 27-06-2009 | Giochi del Mediterraneo | Pescara   |
| 8  | 400 m stile libero      | 3'59"15 | 26-07-2009 | Campionati Mondiali     | Roma      |
| 9  | 200 m stile libero      | 1'53"67 | 28-07-2009 | Campionati Mondiali     | Roma      |
| 10 | 200 m stile libero      | 1'52"98 | 29-07-2009 | Campionati Mondiali     | Roma      |
| 11 | 200 m stile libero (VC) | 1'51"17 | 13-12-2009 | Campionati Europei      | Istanbul  |

### Altri record
- 2004: La più giovane atleta italiana a salire su un podio olimpico individuale (16 anni).
- 2008: La prima che infranse il muro dei 4'02 nei 400 e dell'1'55 nei 200 sl; l'unica italiana ad aver migliorato un record mondiale in più di una specialità.
- 2008: La prima e unica atleta italiana a vincere una medaglia d'oro olimpica nel nuoto.
- 2009: La prima e unica atleta che stabilì un record mondiale ai campionati italiani.
- 2009: La prima nuotatrice della storia che scese sotto i 4'00 nei 400 sl e sotto 1'53 nei 200.
- 2010: Chiuse il grande slam dei 200, grazie all'oro vinto agli Europei, ai Mondiali e all'Olimpiade.
- 2011: Prima e unica nuotatrice in grado di vincere l'oro nei 200 e 400 m sl in due edizioni consecutive dei Mondiali.
- 2014: Prima e unica nuotatrice in grado di vincere l'oro nei 200 m sl in tre edizioni consecutive degli Europei (VL).
- 2015: Insieme con le compagne, entrò nella storia del nuoto azzurro per la prima medaglia vinta nella 4x200 m sl ai Campionati mondiali (argento)[97].
- 2015: L'atleta più titolata degli Europei in corta nei 200 sl, insieme con la slovacca Martina Moravcová (cinque titoli).
- 2015: Superò quota 100 titoli nazionali, unica atleta italiana a raggiungere tale traguardo.
- 2016: Unica atleta italiana, in campo maschile e femminile, ad aver confermato il titolo europeo per quattro volte consecutive.
- 2016: Atleta più vincente nella storia dei campionati europei nei 200 m sl (quattro ori consecutivi).
- 2016: Ottiene il grande slam nei 200 sl riuscendo a vincere almeno una medaglia d'oro in ogni competizione internazionale tra vasca lunga e corta (Olimpiadi, Mondiali e Europei).
- 2017: Atleta più vincente nella storia dei campionati mondiali nei 200 m stile libero, grazie ai tre ori, tre argenti e un bronzo.
- 2018: Prima e unica nuotatrice italiana della storia in grado di vincere 50 medaglie internazionali tra Olimpiadi, Mondiali ed Europei.
- 2019: Prima e unica nuotatrice della storia in grado di vincere otto medaglie consecutive in altrettante edizioni dei campionati mondiali (quattro ori, tre argenti e un bronzo nei 200 m sl).
- 2019: Atleta più medagliata degli Europei in vasca corta nei 200 sl con cinque medaglie d'oro e una d'argento complessive.
- 2021: Nuotatrice con più finali olimpiche nella stessa prova (cinque).
- 2021: Nuotatrice con più finali olimpiche consecutive nella stessa prova (cinque).

## Progressione
| Vasca da 50 metri | Vasca da 50 metri | Vasca da 50 metri  | Vasca da 50 metri  | Vasca da 50 metri  | Vasca da 50 metri  |
| Stagione          | 50 m stile libero | 100 m stile libero | 200 m stile libero | 400 m stile libero | 800 m stile libero |
| ----------------- | ----------------- | ------------------ | ------------------ | ------------------ | ------------------ |
| 2019              | 24"92             | 53"40              | 1'54"22            | 4'10"02            | -                  |
| 2018              | 25"83             | 53"99              | -                  | -                  | -                  |
| 2017              | 25"75             | 53"92              | 1'54"73            | -                  | -                  |
| 2016              | 25"51             | 53"18              | 1'54"55            | -                  | -                  |
| 2015              | -                 | 54"37              | 1'55"00            | 4'07"44            | -                  |
| 2014              | 25"47             | 54"83              | 1'55"69            | 4'04"42            | -                  |
| 2013              | -                 | –                  | 1'55"14            | 4'07"37            | -                  |
| 2012              | -                 | 54"73              | 1'56"32            | 4'04"50            | -                  |
| 2011              | 26"49             | 54"91              | 1'55"58            | 4'01"97            | 8"31'08            |
| 2010              | -                 | 55"80              | 1'55"45            | 4'03"12            | 8'24"99            |
| 2009              | 26"16             | 53"55              | 1'52"98            | 3'59"15            | -                  |
| 2008              | -                 | 55"98              | 1'54"82            | 4'01"53            | 8'33"43            |
| 2007              | -                 | 55"28              | 1'56"47            | 4'05"20            | 8'29"01            |
| 2006              | 27"01             | 55"28              | 1'58"38            | 4'08"91            | -                  |
| 2005              | 26"35             | 54"55              | 1'57"92            | 4'10"38            | -                  |
| 2004              | 25"47             | 54"40              | 1'58"02            | 4'12"46            | -                  |
| 2003              | 25"88             | 55"95              | 2'03"32            | 4"26"02            | -                  |
| 2002              | 26"60             | 56"88              | 2'03"22            | 4"22'08            | -                  |
| 2001              | 28"97             | 1'01"20            | 2'08"84            | 4'30"3             | -                  |
| 2000              | -                 | 1'05"1             | 2'18"6             | 4'48"5             | -                  |
| 1999              | -                 | 2'29"5             | -                  | -                  | -                  |

| Vasca da 25 metri | Vasca da 25 metri | Vasca da 25 metri  | Vasca da 25 metri  | Vasca da 25 metri  | Vasca da 25 metri  |
| Stagione          | 50 m stile libero | 100 m stile libero | 200 m stile libero | 400 m stile libero | 800 m stile libero |
| ----------------- | ----------------- | ------------------ | ------------------ | ------------------ | ------------------ |
| 2019              | -                 | 52"10              | 1'52"88            | 3'59"18            | -                  |
| 2018              | 24"87             | 52"52              | 1'53"18            | -                  | -                  |
| 2017              | 24"55             | 52"99              | 1'51"63            | 3'57"80            |                    |
| 2016              | -                 | 52"17              | 1'51"73            | -                  | -                  |
| 2015              | -                 | 52"56              | 1'51"89            | -                  | -                  |
| 2014              | -                 | 53"19              | 1'52"89            | 4'02"59            | -                  |
| 2013              | -                 | 52"86              | 1'52"80            | 3'58"90            | -                  |
| 2012              | -                 | -                  | 1'55"87            | -                  | -                  |
| 2011              | -                 | 54"68              | 1'55"32            | 3'57"59            | -                  |
| 2010              | -                 | 54"40              | 1'54"66            | 4'04"15            | 8'15"20            |
| 2009              | 25"39             | 54"05              | 1'51"17            | -                  | -                  |
| 2008              | -                 | 54"97              | 1'51"85            | 4'06"05            | -                  |
| 2007              | 26"00             | 54"14              | 1'55"29            | 4'00"78            | 8'29"82            |
| 2006              | 26"82             | 55"28              | 1'55"51            | 3'59"96            | 8'21"68            |
| 2005              | 25"52             | 54"65              | 1'55"15            | 4'02"81            | 8'27"43            |
| 2004              | 25"10             | 54"25              | 1'57"45            | 4'18"3             | 8'43"6             |
| 2003              | 26"24             | 53"89              | 1'56"74            | -                  | -                  |
| 2002              | -                 | 55"27              | 2'02"55            | -                  | -                  |
| 2001              | -                 | -                  | -                  | -                  | -                  |
| 2000              | -                 | -                  | -                  | -                  | -                  |
| 1999              | -                 | -                  | -                  | -                  | -                  |

## Immagine pubblica e attività extra sportive
I successi sportivi attirarono su Pellegrini notevole interesse mediatico a livello nazionale. Ne sono testimonianza le partecipazioni a programmi televisivi, le interviste e le apparizioni in riviste sportive e di gossip quali SportWeek e Vanity Fair. Fu inoltre protagonista come testimonial di diversi spot pubblicitari televisivi: nel 2010 per Enel e successivamente per l'azienda Pavesi nella pubblicità dei biscotti Pavesini. Nel 2012 venne ingaggiata da Yamamay per la campagna pubblicitaria della linea d'intimo femminile, per la quale posò individualmente sino alla collezione 2014-2015 e nel 2014 al fianco del nuotatore francese Camille Lacourt. Nel 2013, il marchio Jaked, specializzato in articoli per il nuoto e sportswear, annunciò una partnership di quattro anni come sponsor tecnico della nuotatrice azzurra. Dal nuovo accordo nacque la "Collezione Fenice", linea di costumi e accessori per il nuoto ispirata al tatuaggio dell'atleta, per l'appunto una fenice. In realtà già in precedenza, l'ex sponsor tecnico Mizuno le aveva dedicato una collezione di costumi da gara denominata "Phoenix". Tra il 2014 e il 2016 fu testimonial in altre campagne: shampoo Head&Shoulders, prodotti hi-tech Miia e dei gioielli Swarovski.
Federica Pellegrini prestò la propria notorietà e immagine anche per attività benefiche e campagne di sensibilizzazione: l'iniziativa "Mare Pulito" contro l'abbandono dei mozziconi sulle spiagge, la campagna contro il femminicidio "Ferma il Bastardo" e aderì al progetto di lotta contro il doping "I am doping free" promosso dal compagno Filippo Magnini. Fu protagonista di un cortometraggio Telethon per la lotta alla SMA e posò per il calendario Aipi "Masks 2014" e "Masks 2016", a sostegno dell'Associazione Ipertensione Polmonare Italiana Onlus. Infine, fu promotrice di un'iniziativa di solidarietà a favore della Casa di Nazareth dell'Associazione volontari del Fanciullo, per la quale mise all'asta i suoi costumi da gara indossati a Barcellona 2013 e al trofeo di Viareggio. Dal 2007 è testimonial di ADMO e si è tipizzata per dare disponibilità a donare il midollo osseo..
Nell'agosto 2015 è stato intitolato a Federica Pellegrini un tratto del Lungomare delle Stelle di Jesolo e fu realizzato, come da tradizione, il calco delle mani dell'atleta, conservato al museo Kursaal della città.
Dal 2019 è diventata giudice del talent show Italia's Got Talent, in onda su TV8 e Sky Uno. Dall'ottobre del 2021 conduce alcune puntate de Le Iene con Nicola Savino.
A ottobre 2022 è una dei concorrenti della decima edizione di Pechino Express, in coppia con il marito Matteo Giunta.
Nel 2024 partecipa a Ballando con le stelle, arrivando seconda.

## Palmarès

### Competizioni internazionali
Dettaglio delle medaglie conquistate a partire dalle Olimpiadi di Atene 2004, a soli 16 anni, fino alle Olimpiadi di Tokyo 2020.
| Giochi olimpici         | 100 m       | 200 m        | 400 m        | 800 m    | 200 m do     | 4x100 sl         | 4x100 mx        | 4x200 sl          | 4x100 mx mx      | 4x100 sl mx      |
| ----------------------- | ----------- | ------------ | ------------ | -------- | ------------ | ---------------- | --------------- | ----------------- | ---------------- | ---------------- |
| 2004 Atene              |             | 1'58"22      |              |          |              | 10ª              | squal.          |                   |                  |                  |
| 2008 Pechino            |             | 1'54"82 RM   | 4'04"56 (5ª) |          |              | 10ª              | 14ª             | 4ª (RE; 1'54"97)  |                  |                  |
| 2012 Londra             |             | 1'56"63 (5ª) | 4'04"50 (5ª) |          |              | 12ª              | 11ª             | 7ª (1'57"61)      |                  |                  |
| 2016 Rio                |             | 1'55"18 (4ª) |              |          |              | 6ª               | 8ª              | 13ª               |                  |                  |
| 2020 Tokyo              |             | 1'55"91 (7ª) |              |          |              |                  | 6ª              | squal.            | 4ª (3'39"28)     |                  |
| Campionati Mondiali     | 100 m       | 200 m        | 400 m        | 800 m    | 200 m do     | 4x100 sl         | 4x100 mx        | 4x200 sl          | 4x100 mx mx      | 4x100 sl mx      |
| 2003 Barcellona         |             |              |              |          |              | 8ª               |                 |                   |                  |                  |
| 2005 Montréal           | 10ª         | 1'58"73      |              |          |              |                  | 5ª              |                   |                  |                  |
| 2007 Melbourne          |             | 1'56"97      | 5ª           |          |              | 10ª              |                 | 13ª (1'58"84)     |                  |                  |
| 2009 Roma               |             | 1'52"98 RM   | 3'59"15 RM   |          |              |                  |                 | 4ª (1'53"45)      |                  |                  |
| 2011 Shanghai           |             | 1'55"58      | 4'01"97      |          |              |                  | 14ª             | 13ª (1'58"08)     |                  |                  |
| 2013 Barcellona         |             | 1'55"14      |              |          | 9ª (2'09"97) | 10ª              | 8ª              | 7ª (1'58"73)      |                  |                  |
| 2015 Kazan'             |             | 1'55"32      |              |          |              | 6ª               |                 | 7'48"41 (1'54"73) |                  |                  |
| 2017 Budapest           | 15ª (54"26) | 1'54"73      |              |          |              |                  |                 |                   |                  |                  |
| 2019 Gwangju            |             | 1'54"22      |              |          |              |                  | 4ª (52"53)      |                   | 6ª               | 8ª               |
| Mondiali in vasca corta | 100 m       | 200 m        | 400 m        | 200 m do | 4x50 sl      | 4x100 sl         | 4x100 mx        | 4x200 sl          | 4x50 mx mx       | 4x50 sl mx       |
| 2006 Shanghai           |             | 1'55"15      | 4'03"63      |          |              | 7ª               |                 | 4ª (1'55"69)      |                  |                  |
| 2010 Dubai              |             | 4ª (1'55"23) | 3'59"52      |          |              |                  |                 | 6ª (1'54"70)      |                  |                  |
| 2014 Doha               |             | 5ª (1'54"01) |              | 16ª      |              | 3'29"48 (51"76)  |                 |                   |                  |                  |
| 2016 Windsor            | 5ª (52"43)  | 1'51"73      |              |          | 1'35"61      | 3'30"28 (52"19)  | 5ª (53"26)      |                   |                  |                  |
| 2018 Hangzhou           | 10ª (52"86) | 4ª (1'53"18) |              |          |              |                  | 3'51"38 (52"11) | 6ª (1'52"66)      | 5ª (24"04)       | 7ª (24"70)       |
| Campionati europei      | 100 m       | 200 m        | 400 m        | 800 m    | 4x200 sl mx  | 4x100 sl         | 4x100 mx        | 4x200 sl          | 4x100 mx mx      | 4x100 sl mx      |
| 2004 Madrid             | 6ª          | 4ª (2'00"28) |              |          |              | 5ª               | 4ª              |                   |                  |                  |
| 2006 Budapest           |             | 12ª          |              |          |              | 6ª               |                 | 5ª (1'59"52)      |                  |                  |
| 2008 Eindhoven          |             |              | 4'01"53 RM   |          |              | 3'41"06 ('53"68) |                 | 7'55"69 (1'54"98) |                  |                  |
| 2010 Budapest           |             | 1'55"45      |              | 8'24"99  |              |                  |                 |                   |                  |                  |
| 2012 Debrecen           |             | 1'56"76      |              |          |              | 3'39"84          |                 | 7'52"90 (1'55"33) |                  |                  |
| 2014 Berlino            |             | 1'56"01      | 4ª (4'04"42) |          |              | 3'37"62          |                 | 7'50"53 (1'56"50) |                  |                  |
| 2016 Londra             |             | 1'55"93      |              |          |              | 3'37"68 ('53"46) |                 | 5ª                | 3'45"74 ('53"20) | 3'24"55 ('52"91) |
| 2018 Glasgow            | 5ª (54"04)  |              |              |          | 5ª (7'32"37) | 5ª (3'38"11)     |                 |                   |                  | 4ª (3'24"94)     |
| 2020 Budapest           |             | 1'56"29      |              |          | 7'29"35      | 6ª (3'39"08)     | 3'56"30         | 7'56"72           |                  | 3'22"64          |
| Europei in vasca corta  | 100 m       | 200 m        | 400 m        | 800 m    | 100 m do     | 4x100 sl         | 4x50 sl         | 4x50 mx           | 4x50 mx mx       | 4x50 sl mx       |
| 2003 Dublino            | 14ª         | 9ª (1'58"46) |              |          |              |                  |                 | 7ª                |                  |                  |
| 2004 Vienna             | 5ª          | 4ª (1'57"45) |              |          |              |                  | 7ª              |                   |                  |                  |
| 2005 Trieste            |             | 1'55"45      | 4'02"81      |          |              |                  | 6ª              |                   |                  |                  |
| 2006 Helsinki           | 13ª         | 5ª (1'55"51) | 3'59"96      |          |              |                  | 7ª              |                   |                  |                  |
| 2007 Debrecen           |             | 5ª (1'56"61) | 4'00"78      |          |              |                  |                 |                   |                  |                  |
| 2008 Rijeka             |             | 1'51"85 RM   |              |          |              |                  | 4ª              | 1'47"05           |                  |                  |
| 2009 Istanbul           |             | 1'51"17 RM   |              |          |              |                  | 4ª              | 8ª                |                  |                  |
| 2010 Eindhoven          |             |              | ritirata     | 8'15"20  |              |                  | 5ª              | 1'49"56           |                  |                  |
| 2011 Szczecin           |             |              |              |          |              |                  | 1'38"12         |                   |                  |                  |
| 2013 Herning            |             | 1'52"80      | 3'58"90      |          |              |                  |                 |                   |                  |                  |
| 2015 Netanya            | 4ª ('52"56) | 1'51"89      |              |          |              |                  | 1'36"05         |                   |                  |                  |
| 2017 Copenaghen         | 7º (52"97)  |              |              |          | 10º (57"98)  |                  |                 |                   |                  | 1'29"38          |
| 2019 Glasgow            | 6ª (52"30)  | 1'52"88      |              |          |              |                  |                 | 1'44"92           |                  |                  |
| Giochi del Mediterraneo | 100 m       | 200 m        | 400 m        | 800 m    | 200 m do     | 4x100 sl         | 4x100 mx        | 4x200 sl          | 4x100 mx mx      | 4x100 sl mx      |
| 2009 Pescara            |             |              | 4'00"41 RM   |          |              | 3'40"63          |                 |                   |                  |                  |
| Universiadi             | 100 m       | 200 m        | 400 m        | 800 m    | 200 m do     | 4x100 m sl       | 4x100 m mx      | 4x200 m sl        | 4x100 mx mx      | 4x100 sl mx      |
| 2007 Bangkok            |             | 1'57"67      | 4'06"11      | 8'34"97  |              | 5ª               | 6ª              | 8'01"11 (1'57"32) |                  |                  |
| Europei Giovanili       | 50 m        | 100 m        | 200 m        | 400 m    | 800 m        | 4x100 sl         | 4x100 mx        | 4x200 sl          | 4x100 mx mx      | 4x100 sl mx      |
| 2003 Glasgow            | 5ª          | 56"24        |              |          |              | 4ª               | 4'13"69         | 6ª                |                  |                  |

### Medaglie ai campionati italiani
| Evento               | Oro | Argento | Bronzo | Totale |
| -------------------- | --- | ------- | ------ | ------ |
| 50 m stile libero    | 1   | 8       | 1      | 10     |
| 100 m stile libero   | 23  | 3       | 0      | 26     |
| 200 m stile libero   | 31  | 1       | 2      | 34     |
| 400 m stile libero   | 16  | 1       | 1      | 18     |
| 800 m stile libero   | 3   | 0       | 1      | 4      |
| 100 m dorso          | 2   | 0       | 3      | 5      |
| 200 m dorso          | 3   | 0       | 0      | 3      |
| 4x50 m stile libero  | 3   | 4       | 0      | 7      |
| 4x50 m mista         | 6   | 1       | 0      | 7      |
| 4x100 m stile libero | 12  | 9       | 4      | 25     |
| 4x100 m mista        | 19  | 5       | 1      | 25     |
| 4x200 m stile libero | 11  | 4       | 2      | 17     |
| Totale               | 130 | 36      | 15     | 181    |

### International Swimming League
| Stagione 2019   | Stagione 2020   | Stagione 2021   |
| --------------- | --------------- | --------------- |
| Aqua Centurions | Aqua Centurions | Aqua Centurions |

## Riconoscimenti
- Gazzetta Sports Awards: 9

Categoria Donna dell'anno in ambito italiano: 2008, 2009, 2011, 2019
Categoria Donna dell'anno in ambito internazionale: 2009, 2011, 2017
Categoria Legend: 2016
Premio SportWeek: 2021
- Nuotatrice dell'anno per la rivista Swimming World Magazine 2009[163]
- Nuotatrice europea dell'anno per la rivista Swimming World Magazine 2009, 2010 e 2011
- Premio "Cangrande d'oro" nel 2008, 2010, 2015[164]
- Premio "Leone del Veneto" nel 2020[165]

## Televisione
- Miss Italia 2012 (Rai 1, 2012) Giudice
- Italia's Got Talent (Sky Uno, 2019-2022) Giudice
- Le Iene (Italia 1, 2021) Co-conduttrice
- Pechino Express (Sky Uno, 2023) Concorrente
- Ballando con le stelle (Rai 1, 2024) Concorrente
- GialappaShow (TV8, 2025) Co-conduttrice
- Sognando... Ballando con le stelle (Rai 1, 2025) Concorrente

Documentari
- Materia viva (Rai 3, 2023) Sé stessa

## Libri
- Federica Pellegrini e Federico Taddia, Mamma, posso farmi il piercing?, Fabbri, 2007, ISBN 88-451-4413-5.
- Federica Pellegrini, Io nuoto per amore, Mondadori, 2009, ISBN 88-04-59116-1.
- Federica Pellegrini e Matteo Giunta, Il mio stile libero. Nuoto, amore e rock'n'roll, Mondadori, 2014, ISBN 978-88-04-64246-6.
- Federica Pellegrini, Oro, La Nave di Teseo, 2023, ISBN 978-88-34613498.